# 18e conseil des ministres du Canada

Le 18e conseil des ministres du Canada fut formé du cabinet durant le gouvernement de John Diefenbaker. Ce conseil fut en place du 21 juin 1957 au 22 avril 1963, incluant la 23e, 24e et la 25e législature. Ce gouvernement fut dirigé par le Parti progressiste-conservateur du Canada. 

## Membres
- Premier ministre du Canada

1. 1957-1963 John George Diefenbaker

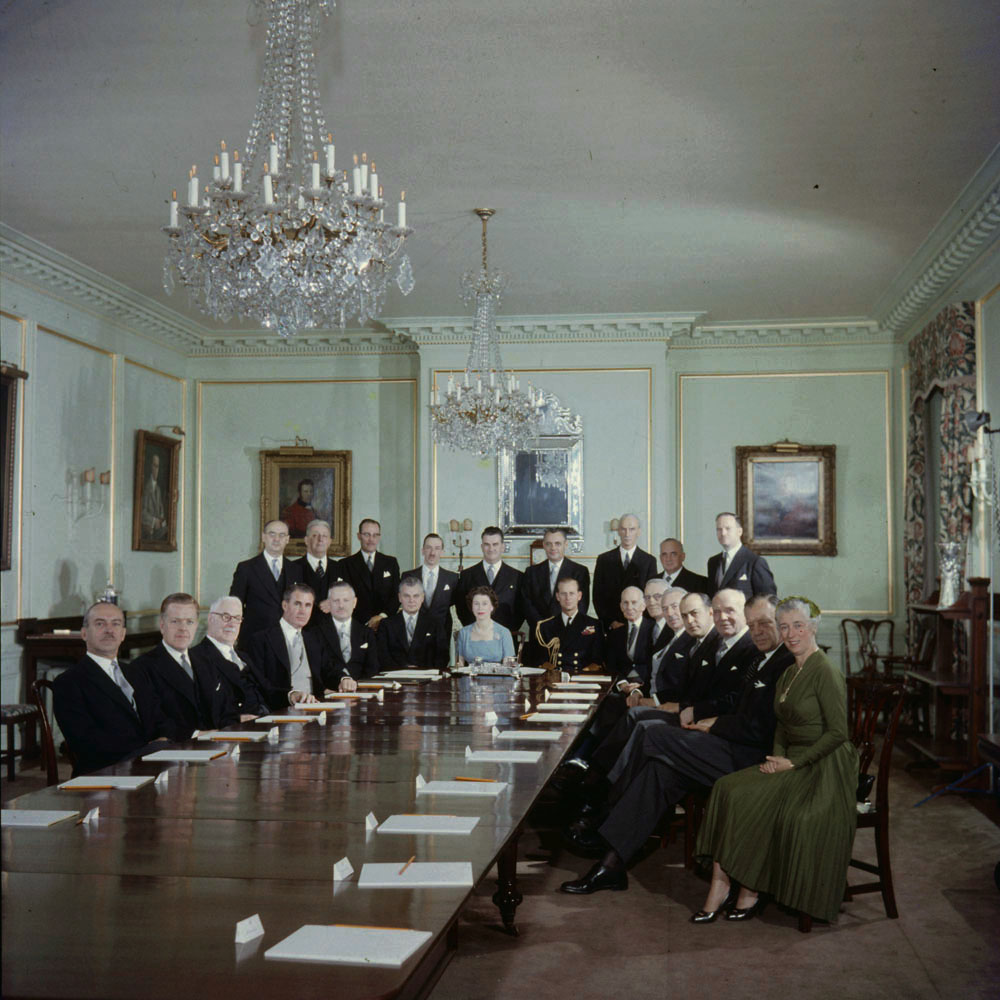
Membres du conseil des ministres du gouvernement fédéral le 14 octobre 1957 à l'occasion d'une visite de la reine

- Ministre des Affaires des anciens combattants

1. 1957-1960 Alfred Johnson Brooks
2. 1960-1963 Gordon Churchill
3. 1963-1963 Marcel Lambert

- Secrétaire d'État aux Affaires extérieures

1. 1957-1957 John George Diefenbaker
2. 1957-1959 Sidney Earle Smith
3. 1959-1959 Vacant
4. 1959-1959 John George Diefenbaker (Intérim)
5. 1959-1963 Howard Charles Green

- Ministre de l'Agriculture

1. 1957-1957 Douglas Scott Harkness (Intérim)
2. 1957-1960 Douglas Scott Harkness
3. 1960-1963 Francis Alvin George Hamilton

- Ministre de la Citoyenneté et de l'Immigration

1. 1957-1958 Edmund Davie Fulton (Intérim)
2. 1958-1962 Ellen Louks Fairclough
3. 1962-1963 Richard Albert Bell

- Ministre du Commerce

1. 1957-1960 Gordon Churchill
2. 1960-1963 George Harris Hees
3. 1963-1963 Vacant
4. 1963-1963 Malcolm Wallace McCutcheon (Sénateur)

- Président du Conseil privé

1. 1957-1961 Vacant
2. 1961-1962 Noël Dorion
3. 1962-1962 Vacant
4. 1962-1963 John George Diefenbaker

- Ministre associé de la Défense nationale

1. 1957-1959 Vacant
2. 1959-1963 Joseph Pierre Albert Sévigny
3. 1963-1963 Vacant

- Ministre de la Défense nationale

1. 1957-1960 George Randolph Pearkes
2. 1960-1963 Douglas Scott Harkness
3. 1963-1963 Vacant
4. 1963-1963 Gordon Churchill

- Ministre des Finances et Receveur général

1. 1957-1962 Donald Methuen Fleming
2. 1962-1963 George Clyde Nowlan

- Ministre des Forêts

1. 1960-1960 Vacant
2. 1960-1963 Hugh John Flemming
3. 1963-1963 Martial Asselin

- Ministre de la Justice et procureur général du Canada

1. 1957-1962 Edmund Davie Fulton
2. 1962-1963 Donald Methuen Fleming

- Ministre des Mines et des Relevés techniques

1. 1957-1957 Léon Balcer (Intérim)
2. 1957-1961 Paul Comtois
3. 1961-1961 Vacant
4. 1961-1961 Walter Gilbert Dinsdale (Intérim)
5. 1961-1962 Jacques Flynn
6. 1962-1962 Vacant
7. 1962-1962 Hugh John Flemming (Intérim)
8. 1962-1963 Paul Martineau

- Ministre des Postes

1. 1957-1962 William McLean Hamilton
2. 1962-1962 Vacant
3. 1962-1962 John Angus MacLean (Intérim)
4. 1962-1963 Ellen Louks Fairclough

- Ministre sans portefeuille

1. 1957-1960 William Joseph Brown
2. 1957-1959 James MacKerras Macdonnell
3. 1957-1958 John Thomas Haig (Sénateur)
4. 1960-1962 George Ernest Halpenny
5. 1962-1963 Malcolm Wallace McCutcheon (Sénateur)
6. 1963-1963 Frank Charles McGee
7. 1963-1963 Théogène Ricard

- Ministre du Nord canadien et des Ressources nationales

1. 1957-1957 Douglas Scott Harkness
2. 1957-1957 Vacant
3. 1957-1960 Francis Alvin George Hamilton
4. 1960-1963 Walter Gilbert Dinsdale

- Ministre des Pêcheries

1. 1957-1963 John Angus MacLean

- Ministre de la Production de défense

1. 1957-1958 Howard Charles Green (Intérim)
2. 1958-1963 Raymond Joseph Michael O'Hurley

- Ministre du Revenu national

1. 1957-1962 George Clyde Nowlan
2. 1962-1963 Hugh John Flemming

- Ministre de la Santé nationale et du Bien-être social

1. 1957-1957 Alfred Johnson Brooks (Intérim)
2. 1957-1963 Jay Waldo Monteith

- Secrétaire d'État du Canada

1. 1957-1958 Ellen Louks Fairclough
2. 1958-1960 Henri Courtemanche
3. 1960-1960 Vacant
4. 1960-1960 Léon Balcer (Intérim)
5. 1960-1962 Noël Dorion
6. 1962-1962 Vacant
7. 1962-1962 Léon Balcer (Intérim)
8. 1962-1963 George Ernest Halpenny

- Solliciteur général du Canada

1. 1957-1960 Léon Balcer
2. 1960-1962 William Joseph Browne
3. 1962-1963 Vacant

- Ministre des Transports

1. 1957-1960 George Harris Hees
2. 1960-1963 Léon Balcer

- Ministre du Travail

1. 1957-1963 Michael Starr

- Ministre des Travaux publics

1. 1957-1959 Howard Charles Green
2. 1959-1962 David James Walker
3. 1962-1962 Vacant
4. 1962-1962 Howard Charles Green (Intérim)
5. 1962-1963 Edmund Davie Fulton